# تویوتا کورولا (ئی۲۱۰)
تویوتا کورولا (ئی۲۱۰) دوازدهمین نسل از تویوتا کورولا است. این خودرو یک خودروی کامپکت (سگمنت سی) است که توسط تویوتا طراحی شده و ساخته می‌شود. این نسل که در سال ۲۰۱۸ معرفی شد، علاوه بر سدان شامل پیکربندی هاچ‌بک و استیشن واگن نیز می‌باشد.